# Elektronický předřadník

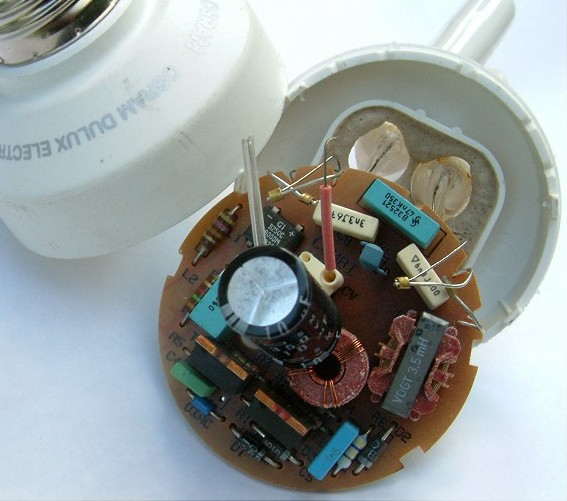
Rozložená kompaktní zářivka s elektronickým předřadníkem

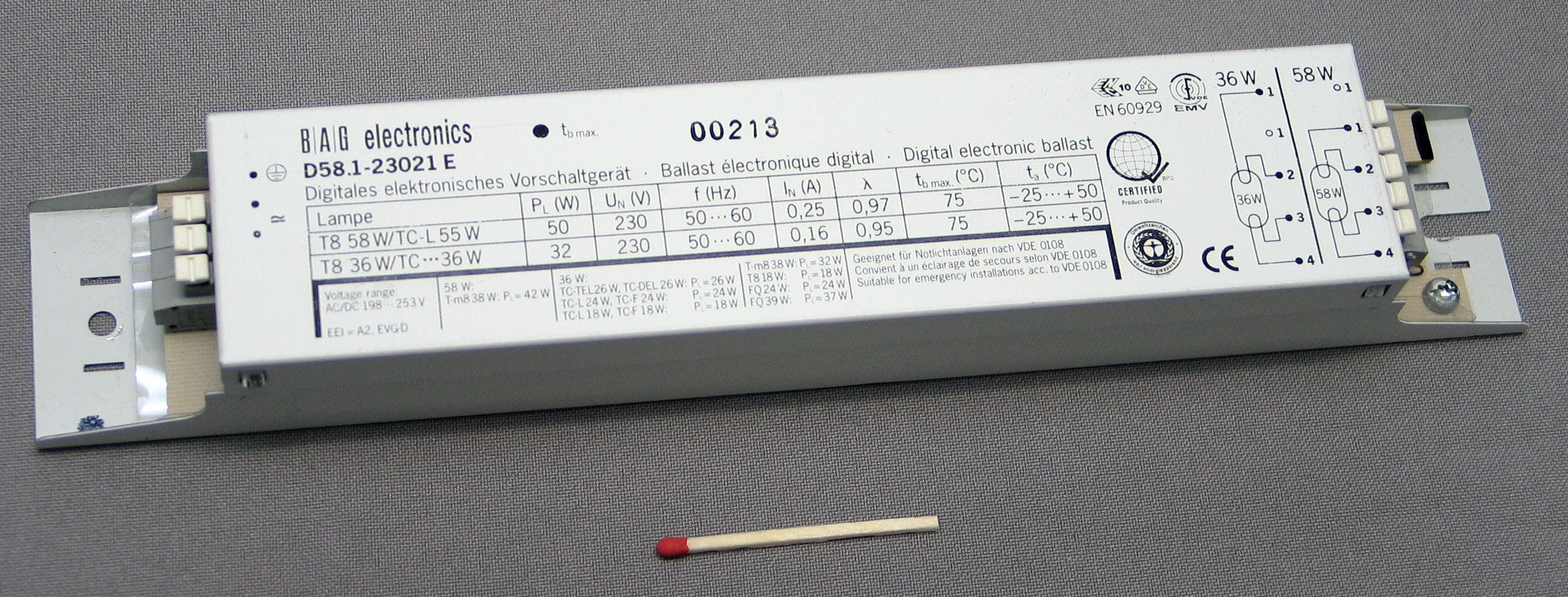
Elektronický předřadník pro lineární zářivky

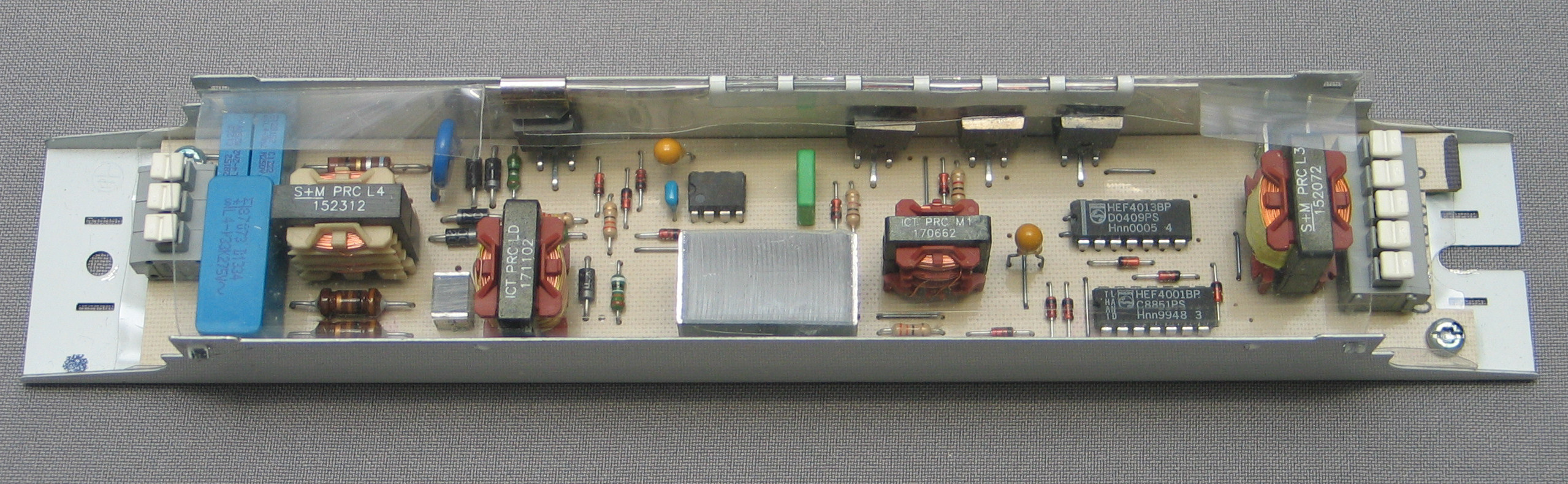
Odkrytovaný elektronický předřadník

Elektronický předřadník (také vysokofrekvenční předřadník) je kompaktní elektronický přístroj, který zářivku rozsvěcí a po rozsvícení napájí střídavým proudem o frekvenci 30 až 50 kHz. Elektronický předřadník nahrazuje soubor konvenčních přístrojů: tlumivku, startér, kompenzační kondenzátor.

## Koncepce
Elektronický předřadník (dále jen EP) může být součástí světelného zdroje nebo svítidla.
- EP jako součást světelného zdroje je součástí kompaktních zářivek (úsporných žárovek), určených jako přímá náhrada klasických žárovek. Elektronika předřadníku je umístěna uvnitř plastového krytu, na který je nasazena běžná žárovková patice s Edisonovým závitem. Do stejného krytu jsou upevněny i zářivkové trubice, takže celek je možné bez dalších úprav našroubovat do svítidla určeného pro klasickou žárovku. EP je součástí světelného zdroje, není vyměnitelný.
- EP jako součást svítidla přímo nahrazuje konvenční předřadné přístroje ve svítidlech určených pro lineární i jednopaticové zářivky. Je to samostatný, vyměnitelný díl. Svítidla pro starší řadu zářivek T8 jsou často konstruována tak, že stejný korpus (monturu) svítidla lze osadit jak konvenčním, tak elektronickým předřadníkem. Modernější typy zářivek T5, ale i kruhové zářivky a od nich odvozené typy (tzv. motýl) už jsou konstruovány přímo pro provoz s elektronickým předřadníkem. Elektronické předřadníky umožňují i další komfortní funkce, jako je stmívání.
  - Analogově stmívatelné předřadníky jsou ovládány malým stejnosměrným napětím 0 - 10 V (1 - 10 V), které je přivedeno ze stmívače samostatným vedením. Zapnutí a vypnutí zářivky se musí zajistit spínačem, který je součástí stmívače. Stmívač pro zářivky se montuje místo běžného vypínače. Na rozdíl od žárovkového osvětlení není možné jednoduše nahradit vypínač stmívačem právě pro potřebu samostatného ovládacího vedení. Jeden stmívač může ovládat několik předřadníků.
  - Digitálně stmívatelné předřadníky jsou ovládány některým ze systémů sběrnicového ovládání (EIBA) opět samostatným vedením. Běžně se využívá pro ovládání protokol DALI, kterým lze adresně ovládat, především zapínat a stmívat, velký počet svítidel. Často jsou digitálně stmívatelné předřadníky vybaveny funkcí Switch-dimm. Ta umožňuje ovládat předřadníky obyčejným tlačítkem. Předřadník ve svítidle je připojen na silové napájení a přes tlačítko je k němu přivedena ovládací fáze. Krátkým stiskem tlačítka se svítidlo zapne/vypne, přidržením se stmívá. Předřadník je vybaven pamětí, takže po vypnutí a opětovném rozsvícení se nastaví na stejnou hodnotu. Výhodou tohoto systému je možnost ovládat svítidlo větším počtem paralelně zapojených tlačítek z více míst a využít tlačítka jakéhokoli výrobce. Není třeba se vázat na to, zda existují stmívače ve stejném designu, jako jsou ostatní použité vypínače.
  - Elektronický předřadník, kombinovaný s měničem pro nouzové osvětlení, je přístroj, který v jednom montážním celku obsahuje jak elektronický předřadník, tak měnič pro dobíjení akumulátoru a střídač pro napájení zářivek z akumulátoru.

## Konstrukce
Mechanická konstrukce je nekomplikovaná. Deska plošného spoje s elektronikou v plastovém nebo plechovém pouzdře. Verze pro lineární zářivky jsou úzké, nízké, tak, aby se vešly pod trubice. Verze pro kompaktní (jednopaticové) zářivky bývají spíše čtvercového půdorysu. Připojení je takřka výhradně bezšroubovými svorkami. Vstupní a výstupní svorkovnice jsou na protilehlých stranách pouzdra. Schema zapojení a označení svorek je natištěno na pouzdře, aby se zapojování co nejvíce zjednodušilo. Upevnění do svítidla běžnými šrouby přes předlisované otvory v pouzdře. Předřadníky běžně napájejí všechny zářivky ve svítidle, proto existují verze předřadníků pro jednu, dvě i čtyři zářivky. Elektricky je předřadník nejčastěji usměrňovač a střídač se stejnosměrným meziobvodem. Za vstupní svorkovnicí následuje síťový filtr, usměrňovač, střídač, vysokofrekvenční transformátor a výstupní svorkovnice.

## Výhody elektronických předřadníků
- Nižší hmotnost proti tlumivkám a startérům.
- Neobsahují indukčnosti s jádrem z plechů. Použité transformátory mají feritová jádra. EP nevydává žádné nepříjemné bzučení.
- Díky předehřevu elektrod zářivky je zapálení výboje plynulé a jednorázové. Zářivka při rozsvěcení nebliká.
- Zářivka je napájena proudem s frekvencí 30 až 50 kHz (vysokofrekvenčním). Tato frekvence je na rozdíl od 50 Hz u konvenčních předřadníků lidským okem nepostřehnutelná. Světlo je klidné a nechvěje se.
- Princip dvojité konverze a použití filtru na vstupu umožňuje stabilní provoz bez kolísání intenzity světla při různém i kolísajícím napětí v síti. Kvalitní předřadníky fungují v rozsahu 195 - 250 V vstupního napětí.
- Účinník zářivky napájené z EP je blízký jedné, není potřeba žádné kompenzační zařízení.
- Vlastní spotřeba EP je asi třetinová proti sestavě tlumivka - startér - kondenzátor.
- Specializované EP umožňují zářivky skutečně řídit (hlavně stmívat), nikoli pouze rozsvěcet.

## Nevýhody
- U zářivek T8 stále ještě mírně vyšší cena proti sestavě tlumivka - startér - kondenzátor.
- Při zapnutí je třeba počítat s unikajícím proudem a to vede k nutnosti omezení počtu předřadníků v obvodech s proudovým chráničem.